# Mistrzostwa Świata w Piłce Nożnej 2014 (eliminacje strefy CAF)
Eliminacje afrykańskie do Mistrzostw Świata 2014 – system kwalifikacyjny strefy CAF do turnieju finałowego Mistrzostw Świata w Brazylii w 2014 roku został podzielony na trzy fazy. 24 najniżej sklasyfikowane reprezentacje rozdzielono na pary, których zwycięzcy przechodzili do drugiej fazy eliminacji. Mecze w tej rundzie rozgrywano w listopadzie 2011 roku.
Następnie utworzono 10 czterozespołowych grup, których triumfatorzy przejdą do rundy trzeciej. Tam ponownie zostaną podzieleni na pary, których zwycięzcy wystąpią na Mistrzostwach.

## Drużyny na Mistrzostwach Świata
| Drużyna                       | Liczba występów w MŚ                   | Najlepszy wynik w MŚ                  |
| ----------------------------- | -------------------------------------- | ------------------------------------- |
| Kamerun                       | 6 (1982, 1990, 1994, 1998, 2002, 2010) | Ćwierćfinał (1990)                    |
| Maroko                        | 4 (1970, 1986, 1994, 1998)             | 1/8 finału (1986)                     |
| Tunezja                       | 4 (1978, 1998, 2002, 2006)             | Faza grupowa (1978, 1998, 2002, 2006) |
| Nigeria                       | 4 (1994, 1998, 2002, 2010)             | 1/8 finału (1994, 1998)               |
| Algieria                      | 3 (1982, 1986, 2010)                   | Faza grupowa (1982, 1986, 2010)       |
| Południowa Afryka             | 3 (1998, 2002, 2010)                   | Faza grupowa (1998, 2002, 2010)       |
| Egipt                         | 2 (1934, 1990)                         | Faza grupowa (1934, 1990)             |
| Ghana                         | 2 (2006, 2010)                         | Ćwierćfinał (2010)                    |
| Wybrzeże Kości Słoniowej      | 2 (2006, 2010)                         | Faza grupowa (2006, 2010)             |
| Demokratyczna Republika Konga | 1 (1974)                               | Faza grupowa (1974)                   |
| Senegal                       | 1 (2002)                               | Ćwierćfinał (2002)                    |
| Angola                        | 1 (2006)                               | Faza grupowa (2006)                   |
| Togo                          | 1 (2006)                               | Faza grupowa (2006)                   |

## Rozstawienie
Zespoły zostały rozstawione według pozycji w rankingu FIFA, który został ogłoszony 27 lipca. Mauretania nie bierze udziału w kwalifikacjach.
| Miejsce 1-28 Zespoły zaczynają od drugiej rundy. | Miejsca 29-52 Zespoły zaczynają od pierwszej rundy. |
| --- | --- |
| 1. Wybrzeże Kości Słoniowej 2. Egipt 3. Ghana 4. Burkina Faso 5. Nigeria 6. Senegal 7. Południowa Afryka 8. Kamerun 9. Algieria 10. Tunezja 11. Gabon 12. Libia 13. Maroko 14. Gwinea 15. Botswana 16. Malawi 17. Zambia 18. Uganda 19. Mali 20. Republika Zielonego Przylądka 21. Benin 22. Zimbabwe 23. Republika Środkowoafrykańska 24. Sierra Leone 25. Sudan 26. Niger 27. Angola 28. Gambia | 1. Mozambik 2. Demokratyczna Republika Konga 3. Togo 4. Liberia 5. Tanzania 6. Kongo 7. Kenia 8. Rwanda 9. Etiopia 10. Namibia 11. Burundi 12. Madagaskar 13. Gwinea Bissau 14. Gwinea Równikowa 15. Czad 16. Suazi 17. Komory 18. Lesotho 19. Erytrea 20. Somalia 21. Dżibuti 22. Mauritius 23. Seszele 24. Wyspy Świętego Tomasza i Książęca |

## Pierwsza runda
24 zespoły z ostatnich miejsc zmierzą się ze sobą w dwumeczach, zwycięzcy awansują do drugiej rundy.
| Drużyna 1                            | Wynik dwumeczu | Drużyna 2                     | Pierwszy mecz | Drugi mecz |
| ------------------------------------ | -------------- | ----------------------------- | ------------- | ---------- |
| Seszele                              | 0:7            | Kenia                         | 0:3           | 0:4        |
| Gwinea Bissau                        | 1:2            | Togo                          | 1:1           | 0:1        |
| Dżibuti                              | 0:8            | Namibia                       | 0:4           | 0:4        |
| Mauritius                            | wo. *          | Liberia                       | ---           | ---        |
| Komory                               | 1:5            | Mozambik                      | 0:1           | 1:4        |
| Gwinea Równikowa                     | 3:2            | Madagaskar                    | 2:0           | 1:2        |
| Somalia                              | 0:5            | Etiopia                       | 0:0           | 0:5        |
| Lesotho                              | 3:2            | Burundi                       | 1:0           | 2:2        |
| Erytrea                              | 2:4            | Rwanda                        | 1:1           | 1:3        |
| Suazi                                | 2:8            | Demokratyczna Republika Konga | 1:3           | 1:5        |
| Wyspy Świętego Tomasza i Książęca    | 1:6            | Kongo                         | 0:5           | 1:1        |
| Czad                                 | 2:2            | Tanzania                      | 1:2           | 1:0        |
| Po lewej gospodarz pierwszego meczu. |                |                               |               |            |

### Mecze
Czas:CET
| 11 listopada 2011 14:00 | Seszele | 0:3(0:1) | Kenia · 41' Ochieng · 75', 81' Oliech | Stade Linité, Victoria Widzów: 2 tys. Sędzia: Dennis Batte |
|                         |         |          |                                       |                                                            |

| 15 listopada 2011 14:00 | Kenia · Mandela 20' · Oliech 38' · Mulama 45+1' · Wanyama 76' | 4:0(3:0) | Seszele | Nyayo National Stadium, Nairobi Widzów: 5 tys. Sędzia: Victor Gomes |
|                         |                                                               |          |         |                                                                     |

- Kenia wygrała w dwumeczu 7-0 i awansowała do drugiej rundy.

| 11 listopada 2011 17:00 | Gwinea Bissau · de Carvalho 38' | 1:1(1:1) | Togo · 32' Gakpé | Estádio Lino Correia, Bissau Widzów: 3 tys. Sędzia: Malang Diedhiou |
|                         |                                 |          |                  |                                                                     |

| 15 listopada 2011 16:30 | Togo · Jonas 3' (sam.) | 1:0(1:0) | Gwinea Bissau | Stade de Kégué, Lomé Widzów: 25 tys. Sędzia: Mal Souley Mohamadou |
|                         |                        |          |               |                                                                   |

- Togo wygrało w dwumeczu 2-1 i awansowała do drugiej rundy.

| 11 listopada 2011 13:00 | Dżibuti | 0:4(0:1) | Namibia · Bester 13', 54' · Kaimbi 52' · Urikhob 90' | Stade National Gouled, Dżibuti Widzów: 3 tys. Sędzia: Tessema Bamlak |
|                         |         |          |                                                      |                                                                      |

| 15 listopada 2011 19:00 | Namibia · Isaacks 17' · Kaimbi 34', 58' · Urikhob 81' | 4:0(2:0) | Dżibuti | Sam Nujoma Stadium, Windhuk Widzów: 2,1 tys. Sędzia: Samuel Chirinda |
|                         |                                                       |          |         |                                                                      |

- Namibia wygrała w dwumeczu 8-0 i awansowała do drugiej rundy.

- Mecz  Mauritius –  Liberia został odwołany. Mauritius wycofał się z udziału w eliminacjach.

- Liberia automatycznie awansowała do drugiej rundy.

| 11 listopada 2011 13:00 | Komory | 0:1(0:0) | Mozambik · 56' (k) Miro | Stade Said Mohamed Cheikh, Mitsamiouli Widzów: 3 tys. Sędzia: David Jane |
|                         |        |          |                         |                                                                          |

| 15 listopada 2011 18:00 | Mozambik · Domingues 26' · Sitoe 45' · Whiskey 59' · Baque 84' | 4:1(2:0) | Komory · 72' Youssouf | Estádio do Zimpeto, Maputo Widzów: 10 tys. Sędzia: Ruzive Ruzive |
|                         |                                                                |          |                       |                                                                  |

- Mozambik wygrał w dwumeczu 5-1 i awansowała do drugiej rundy.

| 11 listopada 2011 16:00 | Gwinea Równikowa · Juvenal 20' (k) · Randy 74' (k) | 2:0(1:0) | Madagaskar | Nuevo Estadio de Malabo, Malabo Widzów: 10 tys. Sędzia: Eric Otogo-Castane |
|                         |                                                    |          |            |                                                                            |

| 15 listopada 2011 13:50 | Madagaskar · Rajoarimanana 54' · Ramiadamanana 90+3' | 2:1(0:1) | Gwinea Równikowa · 24' Elongue | Stade Municipal de Mahamasina, Antananarywa Widzów: 5 tys. Sędzia: Parmendra Nunkoo |
|                         |                                                      |          |                                |                                                                                     |

- Gwinea Równikowa wygrała w dwumeczu 3-2 i awansowała do drugiej rundy.

| 12 listopada 2011 13:45 | Somalia | 0:0(0:0) | Etiopia | Stade National Gouled, Dżibuti (Dżibuti) Widzów: 3 tys. Sędzia: Mohamed Hassan Ourouke |
|                         |         |          |         |                                                                                        |

| 16 listopada 2011 14:00 | Etiopia · Oumed 5' · Shimelis 62', 65' · Kebede 87', 90+2' | 5:0(1:0) | Somalia | Addis Abeba Stadium, Addis Abeba Widzów: 22 tys. Sędzia: Med Said Kordi |
|                         |                                                            |          |         |                                                                         |

- Etiopia wygrała w dwumeczu 5-0 i awansowała do drugiej rundy.

| 11 listopada 2011 19:00 | Lesotho · Ramabele 82' | 1:0(0:0) | Burundi | Setsoto National Stadium, Maseru Widzów: 5 tys. Sędzia: Rainhold Shikongo |
|                         |                        |          |         |                                                                           |

| 15 listopada 2011 13:30 | Burundi · Amissi 29' · Ndikumana 88' (k) | 2:2(1:2) | Lesotho · 16' Tale · 22' Mothoana | Prince Louis Rwagasore Stadium, Bużumbura Widzów: 7,2 tys. Sędzia: Anthony Ramsy Raphael |
|                         |                                          |          |                                   |                                                                                          |

- Lesotho wygrało w dwumeczu 3-2 i awansowała do drugiej rundy.

| 11 listopada 2011 13:30 | Erytrea · Tekle 35' | 1:1(1:0) | Rwanda · 52' Uzamukunda | Cicero Stadium, Asmara Widzów: 6 tys. Sędzia: Mahamadou Keita |
|                         |                     |          |                         |                                                               |

| 15 listopada 2011 14:30 | Rwanda · Karekezi 4' · Iranzi 70' · Kamana 79' | 3:1(1:0) | Erytrea · 89' Tedros | Stade Amahoro, Kigali Widzów: 10 tys. Sędzia: Joshua Bondo |
|                         |                                                |          |                      |                                                            |

- Rwanda wygrała w dwumeczu 4-2 i awansowała do drugiej rundy.

| 11 listopada 2011 15:00 | Suazi · Shongwe 63' | 1:3(0:2) | Demokratyczna Republika Konga · 18' Kaluyituka · 22' Mputu · 72' Bokese | Somhlolo National Stadium, Lobamba Widzów: 785 Sędzia: Janny Sikazwe |
|                         |                     |          |                                                                         |                                                                      |

| 15 listopada 2011 15:30 | Demokratyczna Republika Konga · Mputu 7', 49' · Kaluyituka 46', 61' · Ilunga 66' | 5:1(1:0) | Suazi · 63' Shongwe | Stade des Martyrs, Kinszasa Widzów: 24 tys. Sędzia: Jean Michel Moukoko |
|                         |                                                                                  |          |                     |                                                                         |

- Demokratyczna Republika Konga wygrała w dwumeczu 8-2 i awansowała do drugiej rundy.

| 11 listopada 2011 16:00 | Wyspy Świętego Tomasza i Książęca | 0:5(0:3) | Kongo · 1' Missilou · 5' Douniama · 27' Malonga · 69' Tchilimbou · 54' Oniangué | Estádio Nacional 12 de Julho, São Tomé Widzów: 3 tys. Sędzia: Sosthene Ngbokaye |
|                         |                                   |          |                                                                                 |                                                                                 |

| 15 listopada 2011 15:30 | Kongo · Ganga 55' | 1:1(0:0) | Wyspy Świętego Tomasza i Książęca · 49' Gando | Stade Municipal, Pointe-Noire Widzów: 12 tys. Sędzia: Oumar Mahamat |
|                         |                   |          |                                               |                                                                     |

- Kongo wygrało w dwumeczu 6-1 i awansowała do drugiej rundy.

| 11 listopada 2011 16:00 | Czad · Labbo 16' | 1:2(1:1) | Tanzania · 11' Ngasa · 80' Bakari | Stade Omnisports Idriss Mahamat Ouya, Ndżamena Widzów: 10 tys. Sędzia: Bunmi Ogunkolade |
|                         |                  |          |                                   |                                                                                         |

| 15 listopada 2011 14:00 | Tanzania | 0:1(0:0) | Czad · 47' Labbo | Benjamin Mkapa National Stadium, Dar es Salaam Widzów: 42,7 tys. Sędzia: Hamada Nampiandraza |
|                         |          |          |                  |                                                                                              |

- Tanzania zremisowała w dwumeczu 2-2 i awansowała do drugiej rundy dzięki bramkom na wyjeździe.

## Druga runda
12 zwycięzców z poprzedniej rundy i 28 wyżej rozstawionych zespołów utworzą 10 grup. Tylko zwycięzcy awansują do trzeciej rundy.

### Grupa A
| Lp. | Drużyna                      | M | Mecze | Mecze | Mecze | Bramki | Bramki | Bramki | Pkt |
| Lp. | Drużyna                      | M | W     | R     | P     | +      | −      | +/−    | Pkt |
| --- | ---------------------------- | - | ----- | ----- | ----- | ------ | ------ | ------ | --- |
| 1.  | Etiopia                      | 6 | 4     | 1     | 1     | 8      | 6      | +2     | 13  |
| 2.  | Południowa Afryka            | 6 | 3     | 2     | 1     | 12     | 4      | +8     | 11  |
| 3.  | Botswana                     | 6 | 2     | 1     | 3     | 8      | 10     | −2     | 7   |
| 4.  | Republika Środkowoafrykańska | 6 | 1     | 0     | 5     | 5      | 12     | −7     | 3   |

### Grupa B
| Lp. | Drużyna                       | M | Mecze | Mecze | Mecze | Bramki | Bramki | Bramki | Pkt |
| Lp. | Drużyna                       | M | W     | R     | P     | +      | −      | +/−    | Pkt |
| --- | ----------------------------- | - | ----- | ----- | ----- | ------ | ------ | ------ | --- |
| 1.  | Tunezja                       | 6 | 4     | 2     | 0     | 13     | 6      | +7     | 14  |
| 2.  | Republika Zielonego Przylądka | 6 | 3     | 0     | 3     | 9      | 7      | +2     | 9   |
| 3.  | Sierra Leone                  | 6 | 2     | 2     | 2     | 10     | 10     | 0      | 8   |
| 4.  | Gwinea Równikowa              | 6 | 0     | 2     | 4     | 6      | 15     | −9     | 2   |

### Grupa C
| Lp. | Drużyna                  | M | Mecze | Mecze | Mecze | Bramki | Bramki | Bramki | Pkt |
| Lp. | Drużyna                  | M | W     | R     | P     | +      | −      | +/−    | Pkt |
| --- | ------------------------ | - | ----- | ----- | ----- | ------ | ------ | ------ | --- |
| 1.  | Wybrzeże Kości Słoniowej | 6 | 4     | 2     | 0     | 15     | 5      | +10    | 14  |
| 2.  | Maroko                   | 6 | 2     | 3     | 1     | 9      | 8      | +1     | 9   |
| 3.  | Tanzania                 | 6 | 2     | 0     | 4     | 8      | 12     | −4     | 6   |
| 4.  | Gambia                   | 6 | 1     | 1     | 4     | 4      | 11     | −7     | 4   |

### Grupa D
| Lp. | Drużyna | M | Mecze | Mecze | Mecze | Bramki | Bramki | Bramki | Pkt |
| Lp. | Drużyna | M | W     | R     | P     | +      | −      | +/−    | Pkt |
| --- | ------- | - | ----- | ----- | ----- | ------ | ------ | ------ | --- |
| 1.  | Ghana   | 6 | 5     | 0     | 1     | 18     | 4      | +14    | 15  |
| 2.  | Zambia  | 6 | 3     | 2     | 1     | 11     | 4      | +7     | 11  |
| 3.  | Lesotho | 6 | 1     | 2     | 3     | 4      | 16     | −12    | 5   |
| 4.  | Sudan   | 6 | 0     | 2     | 4     | 4      | 14     | −10    | 2   |

### Grupa E
| Lp. | Drużyna      | M | Mecze | Mecze | Mecze | Bramki | Bramki | Bramki | Pkt |
| Lp. | Drużyna      | M | W     | R     | P     | +      | −      | +/−    | Pkt |
| --- | ------------ | - | ----- | ----- | ----- | ------ | ------ | ------ | --- |
| 1.  | Burkina Faso | 6 | 4     | 0     | 2     | 7      | 4      | +3     | 12  |
| 2.  | Kongo        | 6 | 3     | 2     | 1     | 7      | 3      | +4     | 11  |
| 3.  | Gabon        | 6 | 2     | 1     | 3     | 5      | 6      | −1     | 7   |
| 4.  | Niger        | 6 | 1     | 1     | 4     | 6      | 12     | −6     | 4   |

### Grupa F
| Lp. | Drużyna | M | Mecze | Mecze | Mecze | Bramki | Bramki | Bramki | Pkt |
| Lp. | Drużyna | M | W     | R     | P     | +      | −      | +/−    | Pkt |
| --- | ------- | - | ----- | ----- | ----- | ------ | ------ | ------ | --- |
| 1.  | Nigeria | 6 | 3     | 3     | 0     | 7      | 3      | +4     | 12  |
| 2.  | Malawi  | 6 | 1     | 4     | 1     | 4      | 5      | −1     | 7   |
| 3.  | Kenia   | 6 | 1     | 3     | 2     | 4      | 5      | −1     | 6   |
| 4.  | Namibia | 6 | 1     | 2     | 3     | 2      | 4      | −2     | 5   |

### Grupa G
| Lp. | Drużyna  | M | Mecze | Mecze | Mecze | Bramki | Bramki | Bramki | Pkt |
| Lp. | Drużyna  | M | W     | R     | P     | +      | −      | +/−    | Pkt |
| --- | -------- | - | ----- | ----- | ----- | ------ | ------ | ------ | --- |
| 1.  | Egipt    | 6 | 6     | 0     | 0     | 16     | 7      | +9     | 18  |
| 2.  | Gwinea   | 6 | 3     | 1     | 2     | 12     | 8      | +4     | 10  |
| 3.  | Mozambik | 6 | 0     | 3     | 3     | 2      | 10     | −8     | 3   |
| 4.  | Zimbabwe | 6 | 0     | 2     | 4     | 4      | 9      | −5     | 2   |

### Grupa H
| Lp. | Drużyna  | M | Mecze | Mecze | Mecze | Bramki | Bramki | Bramki | Pkt |
| Lp. | Drużyna  | M | W     | R     | P     | +      | −      | +/−    | Pkt |
| --- | -------- | - | ----- | ----- | ----- | ------ | ------ | ------ | --- |
| 1.  | Algieria | 6 | 5     | 0     | 1     | 13     | 4      | +9     | 15  |
| 2.  | Mali     | 6 | 2     | 2     | 2     | 7      | 7      | 0      | 8   |
| 3.  | Benin    | 6 | 2     | 2     | 2     | 8      | 9      | −1     | 8   |
| 4.  | Rwanda   | 6 | 0     | 2     | 4     | 3      | 11     | −8     | 2   |

### Grupa I
| Lp. | Drużyna                       | M | Mecze | Mecze | Mecze | Bramki | Bramki | Bramki | Pkt |
| Lp. | Drużyna                       | M | W     | R     | P     | +      | −      | +/−    | Pkt |
| --- | ----------------------------- | - | ----- | ----- | ----- | ------ | ------ | ------ | --- |
| 1.  | Kamerun                       | 6 | 4     | 1     | 1     | 8      | 3      | +5     | 13  |
| 2.  | Libia                         | 6 | 2     | 3     | 1     | 5      | 3      | +2     | 9   |
| 3.  | Demokratyczna Republika Konga | 6 | 1     | 3     | 2     | 3      | 3      | 0      | 6   |
| 4.  | Togo                          | 6 | 1     | 1     | 4     | 4      | 11     | −7     | 4   |

### Grupa J
| Lp. | Drużyna | M | Mecze | Mecze | Mecze | Bramki | Bramki | Bramki | Pkt |
| Lp. | Drużyna | M | W     | R     | P     | +      | −      | +/−    | Pkt |
| --- | ------- | - | ----- | ----- | ----- | ------ | ------ | ------ | --- |
| 1.  | Senegal | 6 | 3     | 3     | 0     | 9      | 4      | +5     | 12  |
| 2.  | Uganda  | 6 | 2     | 2     | 2     | 5      | 6      | −1     | 8   |
| 3.  | Angola  | 6 | 1     | 4     | 1     | 8      | 6      | +2     | 7   |
| 4.  | Liberia | 6 | 1     | 1     | 4     | 4      | 10     | −6     | 4   |

## Trzecia runda
10 zwycięzców grup z poprzedniej rundy utworzy 5 par, które rozegrają dwumecze. Ich zwycięzcy awansują do Mistrzostw Świata 2014 w Brazylii. Losowanie odbyło się 16 września 2013.
| Drużyna 1                            | Wynik dwumeczu | Drużyna 2 | Pierwszy mecz | Drugi mecz |
| ------------------------------------ | -------------- | --------- | ------------- | ---------- |
| Wybrzeże Kości Słoniowej             | 4:2            | Senegal   | 3:1           | 1:1        |
| Etiopia                              | 1:4            | Nigeria   | 1:2           | 0:2        |
| Tunezja                              | 1:4            | Kamerun   | 0:0           | 1:4        |
| Ghana                                | 7:3            | Egipt     | 6:1           | 1:2        |
| Burkina Faso                         | 3:3 ag.        | Algieria  | 3:2           | 0:1        |
| Po lewej gospodarz pierwszego meczu. |                |           |               |            |

### Mecze
Czas:CET
| 12 października 2013 19:00 | Wybrzeże Kości Słoniowej · Drogba 5' (k) · Sané 14' (sam) · Kalou 50' | 3:1(2:0) | Senegal · 90+6' Cissé | Stade Félix Houphouët-Boigny, Abidżan Widzów: 30 tys. Sędzia: Rajindraparsad Seechurn |
|                            |                                                                       |          |                       |                                                                                       |

| 16 listopada 2013 20:00 | Senegal · Sow 77' (k) | 1:1(0:0) | Wybrzeże Kości Słoniowej · 90+4' Kalou | Stade Mohamed V, Casablanca (Maroko) Widzów: 15 tys. Sędzia: Dżamal Hajmudi |
|                         |                       |          |                                        |                                                                             |

- Wybrzeże Kości Słoniowej wygrało w dwumeczu 4-2 i awansowało do MŚ 2014.

| 13 października 2013 15:00 | Etiopia · Assefa 56' | 1:2(0:0) | Nigeria · 67', 90' (k) Emenike | Addis Abeba Stadium, Addis Abeba Widzów: 22 tys. Sędzia: Neant Alioum |
|                            |                      |          |                                |                                                                       |

| 16 listopada 2013 16:00 | Nigeria · Moses 20' (k) · Obinna 82' | 2:0(1:0) | Etiopia | U. J. Esuene Stadium, Calabar Widzów: 8 tys. Sędzia: Bakary Gassama |
|                         |                                      |          |         |                                                                     |

- Nigeria wygrała w dwumeczu 4-1 i awansowała do MŚ 2014.

| 13 października 2013 19:00 | Tunezja | 0:0(0:0) | Kamerun | Stadion Olimpijski, Radis Widzów: 30,9 tys. Sędzia: Koman Coulibaly |
|                            |         |          |         |                                                                     |

| 17 listopada 2013 15:00 | Kamerun · Webó 4' · Moukandjo 30' · Makoun 65', 86' | 4:1(2:0) | Tunezja · 49' Akaïchi | Stade Omnisports, Jaunde Widzów: 35,6 tys. Sędzia: Rajindraparsad Seechurn |
|                         |                                                     |          |                       |                                                                            |

- Kamerun wygrał w dwumeczu 4-1 i awansował do MŚ 2014.

| 15 października 2013 18:00 | Ghana · Gyan 5', 53' · Gomaa 22' (sam) · Waris 44' · Muntari 72' (k) · Atsu 89' | 6:1(3:1) | Egipt · Aboutreika 41' (k) | Baba Yara Stadium, Kumasi Widzów: 38 tys. Sędzia: Bouchaib El Ahrach |
|                            |                                                                                 |          |                            |                                                                      |

| 19 listopada 2013 17:00 | Egipt · Amr Zaki 25' · Gedo 84' | 2:1(1:0) | Ghana · 89' Boateng | 30 June Stadium, Kair Sędzia: Noumandiez Doue |
|                         |                                 |          |                     |                                               |

- Ghana wygrała w dwumeczu 7-3 i awansowała do MŚ 2014.

| 12 października 2013 18:00 | Burkina Faso · Pitroipa 45+2' · Koné 65' · Bancé 86' (k) | 3:2(1:0) | Algieria · 50' Feghouli · 69' Medjani | Stadion 4 Sierpnia, Wagadugu Widzów: 31 tys. Sędzia: Janny Sikazwe |
|                            |                                                          |          |                                       |                                                                    |

| 19 listopada 2013 19:15 | Algieria · Bougherra 49' | 1:0(0:0) | Burkina Faso | Stade Mustapha Tchaker, Blida Sędzia: Badara Diatta |
|                         |                          |          |              |                                                     |

- Algieria zremisowała w dwumeczu 3-3 i awansowała do MŚ 2014 dzięki bramkom na wyjeździe.

## Strzelcy
W 152 meczach zdobyto 393 bramki.
6 goli
- Mohamed Salah
- Mohamed Aboutreika
- Asamoah Gyan

5 goli

- Islam Slimani
- Papiss Cissé
- Bernard Parker
- Salomon Kalou

4 gole

- Trésor Mputu
- Getaneh Kebede
- Saladin Said
- Juvenal
- Yaya Touré

3 gole

- Sofiane Feghouli
- El Arbi Soudani
- Aristide Bancé
- Jonathan Pitroipa
- Dioko Kaluyituka
- Mohamed Yattara
- Pierre-Emerick Aubameyang
- Christian Atsu
- Sulley Muntari
- Abdul Majeed Waris
- Dennis Oliech
- Youssef El-Arabi
- Lazarus Kaimbi
- Emmanuel Emenike
- Oussama Darragi
- Wilfried Bony
- Didier Drogba
- Jacob Mulenga

2 gole

- Saphir Taider
- Guilherme Afonso
- Rudy Gestede
- Razak Omotoyossi
- Jerome Ramatlhakwane
- Ofentse Nato
- Préjuce Nakoulma
- Mahamat Labbo
- Amr Zaki
- Shimelis Bekele
- Mustapha Jarju
- Dominic Adiyiah
- Jordan Ayew
- Sadio Diallo
- Ibrahima Traoré
- Jean II Makoun
- Éric Maxim Choupo-Moting
- Samuel Eto’o
- Chris Malonga
- Ahmed Zuway
- Mahamadou N’Diaye
- Mahamadou Samassa
- Houssine Kharja
- Rudolf Bester
- Sydney UriKhob
- Victor Moses
- Meddie Kagere
- Labama Kamana
- Foxi Kéthévoama
- Brice Zimbori
- Sadio Mané
- Moussa Sow
- Alhassan Kamara
- Mudathir El Tahir
- Sidumo Shongwe
- Amri Kiemba
- Mbwana Samata
- Thomas Ulimwengu
- Issam Jemâa
- Tony Mawejje
- Emmanuel Okwi
- Lacina Traoré
- Chris Katongo
- Collins Mbesuma
- Knowledge Musona

1 gol

- Madjid Bougherra
- Nabil Ghilas
- Carl Medjani
- Abdul
- Amaro
- Djalma Campos
- Guedes Lupapa
- Ricardo Job
- Mabululu
- Bello Babatunde
- Razak Omotoyossi
- Mickaël Poté
- Stéphane Sessègnon
- Mogakolodi Ngele
- Charles Kaboré
- Djakaridja Koné
- Cédric Amissi
- Selemani Ndikumana
- Gladys Bokese
- Saoule Ebunga
- Yves Diba Ilunga
- Dieumerci Mbokani
- Hosni Abd-Rabou
- Mahmoud Fathalla
- Hossam Ghaly
- Gedo
- Mohamed Zidan
- Abraham Tedros
- Tesfalem Tekle
- Behailu Assefa
- Menyahel Teshome
- Rémy Ebanega
- Bruno Manga
- Momodou Ceesay
- Abdou Jammeh
- Emmanuel Agyemang-Badu
- Jerry Akaminko
- Kwadwo Asamoah
- Kevin-Prince Boateng
- Wakaso Mubarak
- Alhassane Bangoura
- Abdoul Camara
- Mahamadou Diarra
- Seydouba Soumah
- Basile de Carvalho
- Iván Bolado
- Viera Ellong
- Emilio Nsue
- Aurélien Chedjou
- Benjamin Moukandjo
- Pierre Webó
- Francis Kahata
- Brian Mandela
- Jamal Mohammed
- Titus Mulama
- Pascal Ochieng
- David Owino
- Victor Wanyama
- Mohamed Youssouf
- Ladislas Douniama
- Ulrich Kapolongo
- Christopher Missilou
- Francis N’Ganga
- Fabrice N’Guessi
- Prince Oniangué
- Christopher Samba
- Harris Tchilimbou
- Tsoanelo Koetle
- Tsepo Lekhoana
- Litsepe Marabe
- Bokang Mothoane
- Lehlomela Ramabele
- Tšepo Seturumane
- Thapelo Tale
- Francis Doe
- Anthony Laffor
- Patrick Wleh
- Marcus Macauley
- Hamad Ahniash
- Faisal Saleh
- Yvan Rajoarimanana
- Ferdinand Ramanamahefa
- John Banda
- Gabadin Mhango
- Robin Ngalande
- Robert Ng’ambi
- Cheick Diabaté
- Modibo Maïga
- Abdou Traoré
- Hamza Abourrouzouk
- Abdelaziz Barrada
- Younès Belhanda
- Abderrazak Hamdallah
- Clésio Bauque
- Domingues
- Miro
- Hélder Pelembe
- Jerry Sitoe
- Whiskey
- Maninho
- Deon Hotto Kavendji
- Heinrich Isaacks
- Mahamane Cissé
- Yacouba Ali
- Daouda Kamilou
- Ruben Gabriel
- Ahmed Musa
- Victor Obinna
- Godfrey Oboabona
- Nnamdi Oduamadi
- Ikechukwu Uche
- Kermit Erasmus
- Dean Furman
- Morgan Gould
- Katlego Mashego
- Thabo Matlaba
- Katlego Mphela
- Siphiwe Tshabalala
- Héldon
- Odaïr Fortes
- Zé Luís
- Jean-Claude Iranzi
- Olivier Karekezi
- Elias Uzamukunda
- Ibrahima Baldé
- Dame N’Doye
- Mustapha Bangura
- Teteh Bangura
- Samuel Barlay
- Kei Kamara
- Mohamed Kamara
- Ibrahim Kargbo
- Sheriff Suma
- Bakri Al Madina
- Malik Muhammad
- Nurdin Bakari
- Shomari Kapombe
- Mrisho Ngassa
- Erasto Nyoni
- Backer Aloenouvo
- Lalawélé Atakora
- Kalen Damessi
- Serge Gakpé
- Dové Wome
- Ahmed Akaïchi
- Fakhreddine Ben Youssef
- Chadi Hammami
- Hamdi Harbaoui
- Wahbi Khazri
- Saber Khelifa
- Godfrey Walusimbi
- Wilfried Bony
- Kolo Touré
- Yaya Touré
- Orlando Gando
- Emmanuel Mbola
- Lincoln Zvasiya
- Masimba Mambare

Samobójcze

- Adam El-Abd dla Gwinei
- Wael Gomaa dla Ghany
- Jonas dla Togo
- Chimango Kayira dla Kenii
- João Rafael Kapango dla Egiptu
- Bernard Parker dla Etiopii
- Ludovic Sané dla Wybrzeża Kości Słoniowej
- Komlan Amewou dla Libii

stan na 15 października 2013